# فدراسیون جهانی ناشنوایان
فدراسیون جهانی ناشنوایان (انگلیسی: World Federation of the Deaf) (کوته‌نوشت به انگلیسی: WFD) سازمان مردم‌نهاد بین‌المللی است که تحت عنوان بالاترین نهاد انجمن‌های ملی ناشنوایان، با تمرکز بر ناشنوایانی که از زبان اشاره، دوستان و خانواده خود برای ارتباط با دیگران و موارد مشابه بهره می‌برند، عمل می‌کند. اهداف فدراسون جهانی ناشنوایان ترویج حقوق انسانی ناشنوایان در سراسر جهان از طریق همکاری نزدیک با سازمان ملل متحد (با در نظر داشتن اینکه آن سازمان در جایگاه مشورتی قرار دارد) و آژانس‌های مختلف سازمان ملل همچون سازمان بین‌المللی کار و سازمان جهانی بهداشت می‌باشد.
تمام ۱۱ عضو کنونی هیئت مدیره، ناشنوا هستند. دفاتر این سازمان در شهر هلسینکی، فنلاند واقع شده است.

## جایگاه
فدراسیون جهانی ناشنوایان در سازمان ملل متحد دارای جایگاه رده-بی (B) است و در گروه‌های زیر دارای نماینده است:
- شورای اقتصادی و اجتماعی سازمان ملل متحد
- کمیسیون‌های منطقه ای
- کمیسیون اقتصادی سازمان ملل متحد برای آفریقا
- کمیسیون اقتصادی سازمان ملل متحد برای اروپا
- کمیسیون اقتصادی سازمان ملل متحد برای آمریکای لاتین و کارائیب
- کمیسیون اقتصادی و اجتماعی سازمان ملل متحد برای آسیا و اقیانوسیه
- کمیسیون اقتصادی و اجتماعی سازمان ملل متحد برای غرب آسیا
- هیئت کارشناسان قوانین سازمان ملل متحد جهت ایجاد فرصت‌های برابر برای افراد معلول
- کمیساریای عالی حقوق بشر سازمان ملل متحد
- سازمان آموزشی، علمی و فرهنگی سازمان ملل متحد
- سازمان بین‌المللی کار
- سازمان جهانی بهداشت
- بانک جهانی
- شورای اروپا

فدراسیون جهانی ناشنوایان در مراوده یا سایر گروه‌های حرفه ای و سازمان‌های بین‌المللی، دربارهٔ امور ناشنوایان مشاوره تخصصی در اختیار می‌گذارد.
دفتر حقوقی فدراسیون جهانی ناشنوایان در شهر هلسینکی، فنلاند قرار دارد.